# Aquí llega Condemor (el pecador de la pradera)
Aquí llega Condemor (el pecador de la pradera) (dt. „Hier kommt Condemor (der Sünder der Prärie)“) ist eine spanische Filmkomödie im Western-Stil, den Álvaro Sáenz de Heredia 1996 inszenierte. Er gilt als einer der schlechtesten Filme seiner Art. Eine Aufführung in deutscher Sprache erfolgte bislang nicht.

## Handlung
Es geht um die Abenteuer eines französischen Aristokraten, Condemor, und seines treuen mexikanischen Dieners. Das Duo versucht, von ihrem Aufenthaltsort, dem Wilden Westen, nach Paris zu gelangen. Nach einer versehentlichen Heldentat wird Condemor das Amt des Sheriffs von El Paso angeboten, womit allerdings die Jagd auf den Banditen „One Eye“ verbunden ist, die Suche nach dem Vater des kleinen Tommy und das Geheimnis um eine Goldmine im legendären El Dorado. Als Condemors stille Liebe, die Saloonsängerin Belly Jolly, von One Eye entführt wird, ist das Duo gezwungen, ihre Unfähigkeit zur Rettung der Dame einzusetzen.

## Kritik
„Chiquito de la Calzada war in den 1990er Jahren dank seines neuartigen Komikstils, den er im Fernsehen zeigte, ein erfolgreiches Phänomen. Das führte zu diesem Pseudo-Western, dessen Kugeln allerdings Rohrkrepierer sind.“

## Bemerkungen
Außenaufnahmen fanden am klassischen Drehort etlicher Italowestern, in Tabernas, statt.